# Londen Marathon 2003
De Londen Marathon 2003 werd gelopen op zondag 13 april 2003. Het was de 23e editie van deze marathon.
De Ethiopiër Gezahegne Abera kwam als eerste over de streep in 2:07.56. De Engelse Paula Radcliffe won bij de vrouwen. Met een tijd van 2:15.25 verbeterde ze het wereldrecord op de marathon met bijna twee minuten.

## Uitslagen

### Mannen
| rang   | naam                  | land | tijd    |
| ------ | --------------------- | ---- | ------- |
| Goud   | Gezahegne Abera       | ETH  | 2:07.56 |
| Zilver | Stefano Baldini       | ITA  | 2:07.56 |
| Brons  | Joseph Ngolepus       | KEN  | 2:07.57 |
| 4      | Paul Tergat           | KEN  | 2:07.59 |
| 5      | Samson Ramadhani      | TAN  | 2:08.01 |
| 6      | Abdelkader El Mouaziz | MAR  | 2:08.03 |
| 7      | Lee Bong-ju           | KOR  | 2:08.10 |
| 8      | Hendrick Ramaala      | RSA  | 2:08.58 |
| 9      | Ian Syster            | RSA  | 2:09.18 |
| 10     | Javier Corters        | ESP  | 2:10.39 |
| 11     | Joseph Kahugu         | KEN  | 2:13.17 |
| 12     | David Makori          | KEN  | 2:13.24 |
| 13     | Ambesse Tolosa        | ETH  | 2:13.33 |
| 14     | Onesmus Kilonzo       | KEN  | 2:13.56 |
| 15     | Sisay Bezabeh         | AUS  | 2:16.09 |
| 16     | Chris Cariss          | GBR  | 2:17.57 |
| 17     | Andrew Letherby       | AUS  | 2:18.25 |
| 18     | Huw Lobb              | GBR  | 2:18.30 |
| 19     | Olivier Guery         | FRA  | 2:18.56 |
| 20     | Darran Bilton         | GBR  | 2:20.50 |

### Vrouwen
| rang   | naam              | land | tijd    |
| ------ | ----------------- | ---- | ------- |
| Goud   | Paula Radcliffe   | GBR  | 2:15.25 |
| Zilver | Catherine Ndereba | KEN  | 2:19.55 |
| Brons  | Deena Drossin     | USA  | 2:21.16 |
| 4      | Susan Chepkemei   | KEN  | 2:23.12 |
| 5      | Ljoedmila Petrova | RUS  | 2:23.14 |
| 6      | Constantina Diţă  | ROU  | 2:23.43 |
| 7      | Jeļena Prokopčuka | LAT  | 2:24.01 |
| 8      | Elfenesh Alemu    | ETH  | 2:24.56 |
| 9      | Michaela Botezan  | ROU  | 2:25.32 |
| 10     | Derartu Tulu      | ETH  | 2:26.33 |
| 11     | Larissa Zousko    | RUS  | 2:28.05 |
| 12     | Adriana Fernandez | MEX  | 2:29.54 |
| 13     | Zinaid Semenova   | RUS  | 2:32.37 |
| 14     | Bruna Genovese    | ITA  | 2:32.58 |
| 15     | Rimma Pouchkiina  | RUS  | 2:38.00 |
| 16     | Michaela Mccallum | GBR  | 2:41.57 |
| 17     | Karen Towler      | USA  | 2:43.00 |

1981 ·
1982 ·
1983 ·
1984 ·
1985 ·
1986 ·
1987 ·
1988 ·
1989 ·
1990 ·
1991 ·
1992 ·
1993 ·
1994 ·
1995 ·
1996 ·
1997 ·
1998 ·
1999 ·
2000 ·
2001 ·
2002 ·
2003 ·
2004 ·
2005 ·
2006 ·
2007 ·
2008 ·
2009 ·
2010 ·
2011 ·
2012 ·
2013 ·
2014 ·
2015 ·
2016 ·
2017